# Honda NS 400 R
Die Honda NS 400 R war ein Motorrad, das die Honda Motor Co. 1985 und 1986 als Replikat der Weltmeistermaschine von Freddie Spencer baute.

## Geschichte
Freddie Spencer wurde 1983 mit 21 Jahren jüngster Weltmeister in der 500er-Klasse auf Honda. Nachdem andere japanische Hersteller wie etwa Yamaha mit der RD 500 Straßenversionen ihrer Rennmotorräder anboten, erwarteten dies die Käufer der Marke auch von Honda. 1985 – im selben Jahr wurde Spencer Doppel-Weltmeister – erschienen dann die Renn-Replicas in Form der NS 400 R, allerdings mit deutlich weniger Hubraum und Leistung als die Konkurrenzmodelle oder Rennmaschinen aus der Weltmeisterschaft.

## Technik
Einige Details der Maschine waren für ihre Zeit sehr hochwertig und technisch auf der Höhe von damals. Hierzu zählten etwa der Doppelschleifenrahmen aus Vierkantprofilen sowie Pro-Link-Schwinge aus Aluminium und ein mechanisches Anti-Dive an der Teleskopgabel. Die beiden äußeren Zylinder des V-Drei-Zweitakters, verfügten über das hauseigene ATAC-System, um das Drehmoment zu verbessern. Das Gemisch wurde mittels drei Mikuni-Schiebervergasern mit 28 mm Durchmesser aufbereitet. Die Bremsanlage wurde, wie bei vielen Hondamodellen, von dem japanischen Hersteller Nissin Kogyo bezogen. Gestartet wurde mit einem Kickstarter. Die NS 400 hatte, für die damalige Zeit üblich, schmale Reifen in der Größe 100/90 V 16 vorn und 110/90 V 17 hinten – der Nachlauf betrug 91 mm, der Lenkkopfwinkel 63,5 Grad.
Die nominelle Leistung des wassergekühlten 387-cm³-Motors mit 53 KW (72 PS) bei 10000/min ergab eine Literleistung von 186 PS und ein Leistungsgewicht von 2,67 kg pro PS. Dies verhalf dem Motorrad mit seinen sechs Gängen – wobei der erste sehr lang bis auf 80 km/h ausgelegt war – zu einer Beschleunigung von null auf 100 km/h in 3,9 Sekunden und einer Höchstgeschwindigkeit von 216 km/h. Der NS 400 R wurde in Tests ein „leichtfüßiges“ Fahrverhalten attestiert, dazu kam eine „tadellose Sitzposition“.
Die Lackierung und Farbgebung war stark an das der Rennmaschinen und den Hauptsponsor Rothmans angelehnt. Es wurde auch immer wieder vom Rothmans-Design gesprochen. Der Verbrauch wurde mit 7,8 Liter auf 100 Kilometer angegeben.

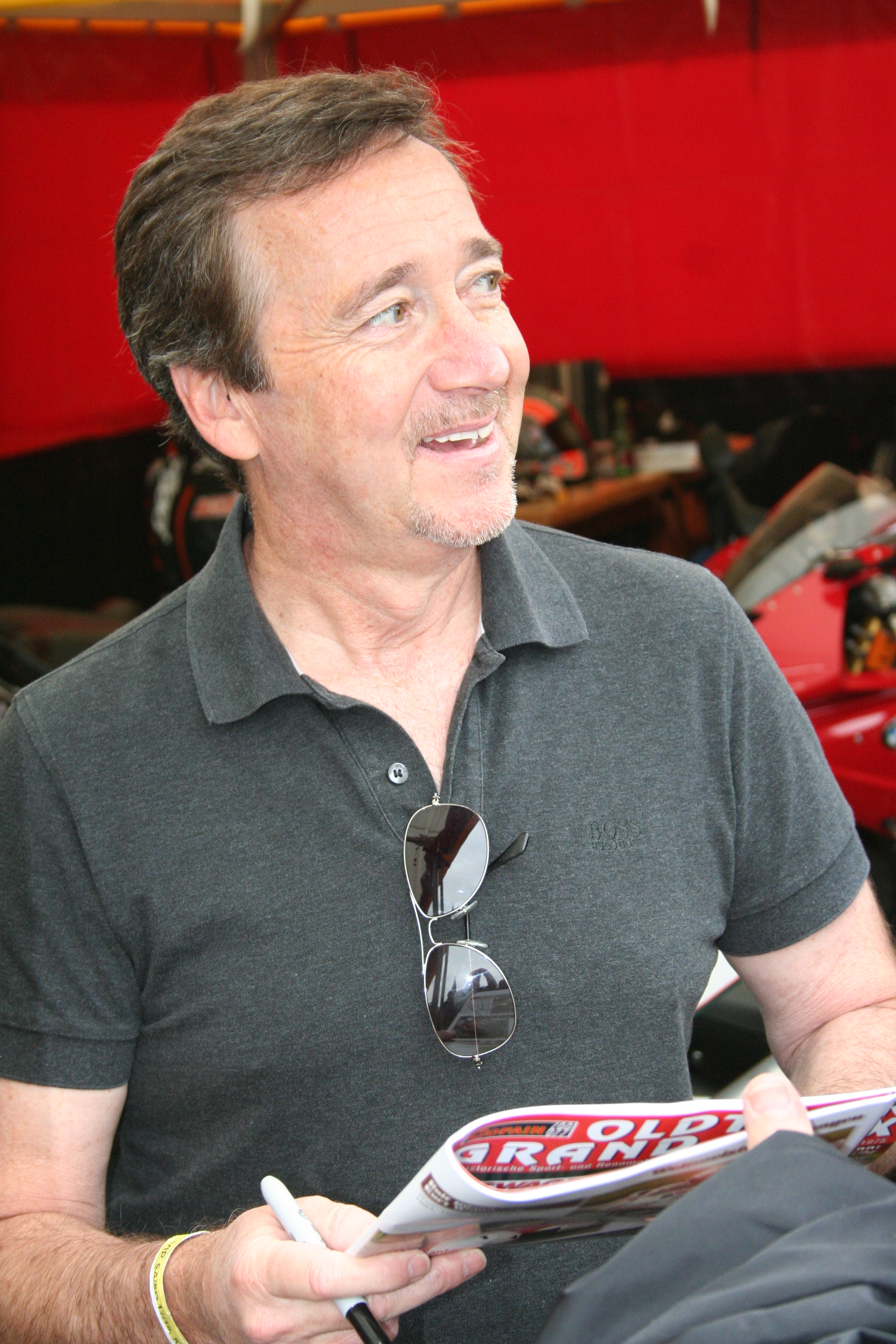
Weltmeister Freddie Spencer 2016 beim Oldtimer Grand Prix in Schwanenstadt (AT)
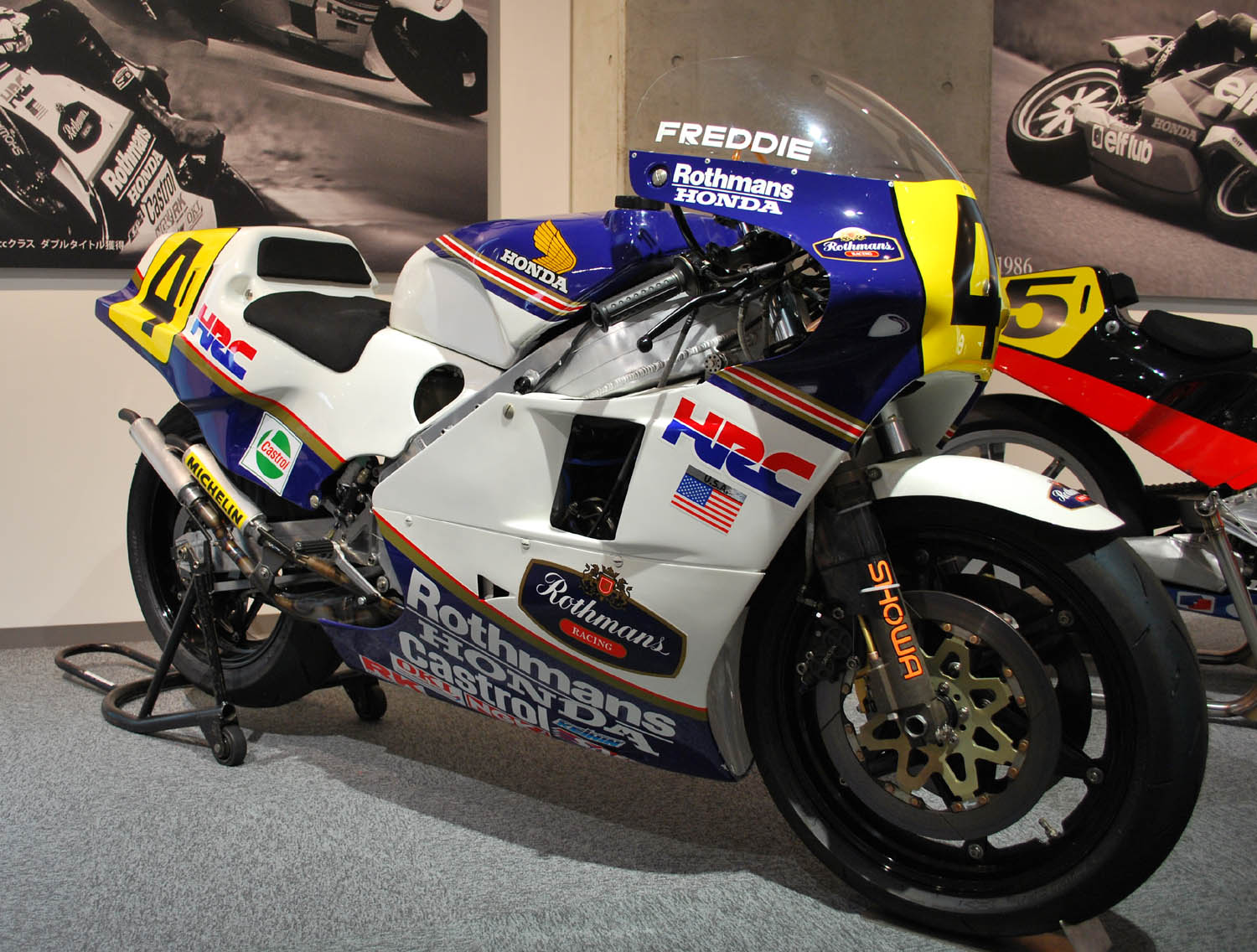
Rennversion der NS von 1985 im Rothmans-Design